# 中亭乡
中亭乡，是中华人民共和国广西壮族自治区河池市凤山县下辖的一个乡镇级行政单位。

## 行政区划
中亭乡下辖以下地区：
中亭村、六马村、先锋村、柏林村、凤界村、陇弄村和积善村。